# Međuopćinska nogometna liga Koprivnica – Križevci 1981./82.
Međuopćinska nogometna liga Koprivnica – Križevci je bila liga šestog stupnja nogometnog prvenstva Jugoslavije u sezoni 1981./82. 
 
Sudjelovalo je 12 klubova, a prvak je bio "Podravec" iz Torčeca. 
 
Po završetku sezone, MONL Koprivnica – Križevci je rasformirana, te su od 1982./83. igrane zasebne međuopćinske lige za područje Koprivnice te Križevaca. 

## Ljestvica
| mj. | klub                     | ut. | pob. | ner. | por. | gol+ | gol- | bod |
| --- | ------------------------ | --- | ---- | ---- | ---- | ---- | ---- | --- |
| 1.  | Podravec Torčec          | 22  | 16   | 4    | 2    | 92   | 21   | 36  |
| 2.  | Mladost Sigetec          | 22  | 11   | 5    | 6    | 36   | 35   | 27  |
| 3.  | Graničar Legrad          | 22  | 11   | 4    | 7    | 35   | 25   | 26  |
| 4.  | Osvit Đelekovec          | 22  | 8    | 9    | 5    | 39   | 32   | 25  |
| 5.  | Udarnik Zablatje         | 22  | 10   | 4    | 8    | 52   | 51   | 24  |
| 6.  | Drava Novigrad Podravski | 22  | 8    | 4    | 10   | 46   | 40   | 20  |
| 7.  | Borac Gregurovec         | 22  | 6    | 8    | 8    | 36   | 42   | 20  |
| 8.  | Borac Imbriovec          | 22  | 7    | 6    | 9    | 37   | 43   | 19  |
| 9.  | Bratstvo Kunovec         | 22  | 8    | 3    | 11   | 53   | 61   | 19  |
| 10. | Sloga Koprivnički Ivanec | 22  | 7    | 4    | 11   | 38   | 58   | 18  |
| 11. | Rudar Botinovec          | 22  | 5    | 6    | 11   | 38   | 48   | 16  |
| 12. | Kalnik Križevci          | 22  | 4    | 6    | 12   | 29   | 64   | 14  |

## Rezultatska križaljka
| kratica | klub                     | BORG | BORI | BRA | DRA | GRA | KAL | MLA | OSV | POD | RUD | SLO | UDA |
| --- | ------------------------ | ---- | ---- | --- | --- | --- | --- | --- | --- | --- | --- | --- | --- |
| BORG | Borac Gregurovec         |      |      |     |     |     |     |     |     |     |     |     |     |
| BORI | Borac Imbriovec          |      |      |     |     |     |     |     |     |     |     |     |     |
| BRA | Bratstvo Kunovec         |      |      |     |     |     |     |     |     |     |     |     |     |
| DRA | Drava Novigrad Podravski |      |      |     |     |     |     |     |     |     |     |     |     |
| GRA | Graničar Legrad          |      |      |     |     |     |     |     |     |     |     |     |     |
| KAL | Kalnik Križevci          |      |      |     |     |     |     |     |     |     |     |     |     |
| MLA | Mladost Sigetec          |      |      |     |     |     |     |     |     |     |     |     |     |
| OSV | Osvit Đelekovec          |      |      |     |     |     |     |     |     |     |     |     |     |
| POD | Podravec Torčec          |      |      |     |     |     |     |     |     |     |     |     |     |
| RUD | Rudar Botinovec          |      |      |     |     |     |     |     |     |     |     |     |     |
| SLO | Sloga Koprivnički Ivanec |      |      |     |     |     |     |     |     |     |     |     |     |
| UDA | Udarnik Zablatje         |      |      |     |     |     |     |     |     |     |     |     |     |
| |                          |      |      |     |     |     |     |     |     |     |     |     |     |
| podebljan rezultat - utakmice od 1. do 11. kola (1. utakmica između klubova) rezultat normalne debljine - utakmice od 12. do 22. kola (2. utakmica između klubova) rezultat nakošen - nije vidljiv redoslijed odigravanja međusobnih utakmica iz dostupnih izvora rezultat smanjen * - iz dostupnih izvora nije uočljiv domaćin susreta prekrižen rezultat - poništena ili brisana utakmica p - utakmica prekinuta 3:0 p.f. / 0:3 p.f. - rezultat 3:0 bez borbe n.i. - nije igrano |                          |      |      |     |     |     |     |     |     |     |     |     |     |

 Izvori: